# Paul van Kemenade
Paul van Kemenade (Rotterdam, 17 mei 1957) is een Nederlandse saxofonist, componist, organisator en bandleider van het Paul van Kemenade Quintet.
Sinds hij begon te studeren aan het conservatorium in Tilburg in 1974, startte hij met zijn beroepscarrière in 1977 en formeerde diverse eigen groepen en workshops o.a. BLO Band in 1979 en het Zuid Nederlands Workshop Orkest vanaf 2018 voor jonge musici. In 1984 won hij de Podiumprijs van de Stichting Jazz In Nederland (SJIN); in 1999 ontving hij de oeuvreprijs voor Nederlandse jazzmusici, de Boy Edgar Prijs en Moderne Industriestad Prijs Tilburg. Hij kreeg in 2007 een koninklijke onderscheiding voor bewezen muzikale diensten (Lid in de Orde van Oranje Nassau). Op 5 oktober 2020 ontving Van Kemenade de Cultuurprijs Prins Bernhard Cultuurfonds Noord-Brabant. In december 2024 mocht hij de gouden erepenning van de stad Tilburg in ontvangst nemen. Sinds 1993 is Van Kemenade oprichter en organisator van het Stranger than Paranoia festival (vernoemd naar een eigen compositie). Hij heeft 26 geluiddragers onder eigen naam uitgebracht, werkte mee aan zo'n 60 cd's en heeft 250 composities op zijn naam staan. Speelt en speelde met o.a. Ray Anderson, Han Bennink, Markus Stockhausen, Jamalaadeen Tacuma, Cornell Rochester, Wolter Wierbios, Jasper van 't Hof, Aki Takase, met renaissance groepen, brassbands, strijkensembles, Metropole Orkest, Zuid- en Westafrikaanse musici Feya Faku, Sydney Mnisi, Louis Mhlanga, les Frères Guissé, Stevko Busch e.v.a.

Discografie (als hoofdartiest)
- 2022 Paul van Kemenade & Friends - Lockdown The End (KEMO 026)
- 2020 Paul van Kemenade & Budha Building - Russian Roads (KEMO 025)
- 2019 Paul van Kemenade & Stevko Busch - Double Solo (KEMO 024)
- 2008 Budha Building & Paul van Kemenade - Disturbed [EP] (b2music.net)
- 2018 Paul van Kemenade - Stranger than Paranoia (met Vaarzon Morel-Van ’t Hof-Simone Sou-Cappella Pratensis 4- Mariá Portugal-Three Horns And A Bass 4-Budha Building-Hammond Sandwich 5-Mahieu (KEMO 022)
- 2017 Paul van Kemenade - Master of Lyric [verzamel 4CD Box] (KEMO 018-021)
- 2017 Portugal-Van Kemenade-Van ’t Hof - Daytime Sketches (KEMO 017)
- 2016 Anderson-Bennink-Glerum-Van Kemenade - Checking Out (KEMO 016)
- 2016 Paul van Kemenade - A Kind Of... (Van Kemenade in different settings) (KEMO 015)
- 2015 Paul van Kemenade & Stevko Busch - Dedication (DNL2015.2 / KEMO 014)
- 2015 Paul van Kemenade & Stevko Busch - Evermove [EP] (DNL2015 / KEMO 013)
- 2014 Three Horns And A Bass - In a certain mood (Verploegen-Boudesteijn-Van Kemenade-Mahieu) (KEMO 012)
- 2012 Markus Stockhausen-Markku Ounaskari-Stevko Busch-Paul van Kemenade - Fugara (DNL2012)
- 2012 Paul van Kemenade - Kaisei Nari (met Aki Takase, Han Bennink, Two Horns And A Bass, Cappella Pratensis) (KEMO 011)
- 2011 Anderson-Bennink-Möbus-Glerum-Van Kemenade - Who is in charge? (KEMO 010)
- 2010 Paul van Kemenade - Close Enough (met Bennink-Anderson-Reijseger-Three Horns And A Bass-Cappella Pratensis) (KEMO 09)
- 2010 Paul van Kemenade & Stevko Busch - Contemplation (DNL 2010)
- 2008 Paul van Kemenade - Two Horns And A Bass (met Ray Anderson-Han Bennink - Möbus - Ernst Glerum - Eric Vloeimans - Michiel Braam - Harmen Fraanje - Paul van Kemenade Quintet (KEMO 08)
- 2007 Brabants Jazz Orkest & Paul van Kemenade - Freedom (hbJAZZo 01)
- 2007 Paul van Kemenade & guests - No Way Station (met Stringquartet-Michiel Braam-Stevko Busch-Rik Mol-Ferhan Otay (KEMO 07)
- 2006 Paul van Kemenade Quintet - Mexi Cosy (met Feya Faku - Sydney Mnisi - Bheki Khoza, Sonti Mndebele - David Linx - Toon de Gouw) (KEMO 06)
- 2003 Les Frères Guissé & Paul van Kemenade Quintet plus - Fouta (Mundial Productions / KEMO 05 )
- 2001 Paul van Kemenade & Metropole Orchestra - Freeze! (TMD Records BV 2001 )
- 2001 Van Doorn Trio - Uncovered (Timeless)
- 2001 Paul van Kemenade Quintet - A Night In Indonesia (KEMO)
- 2000 Paul van Kemenade Quintet - To Be Continued... (verzamel cd) (EWM 75073)
- 1999 Paul van Kemenade Quintet & guests: Feya Faku, Louis Mhlanga en Sydney Mnisi - Zvinoshamisa (VIA records 9920952 / EWM 75076)
- 1998 Podium Trio - Live at the concertgebouw (VIA records cd 9920572)
- 1998 Paul van Kemenade Quintet - verzamel-cd '25 jaar Jazz in Duke Town'
- 1997 Paul van Kemenade Quintet - Live in Sweden (except) You better be wrong (HLMR-0006)
- 1996 Paul van Kemenade Quintet - Live (except) Just for the occasion (HLM production AL 73083)
- 1996 The Podium Trio with Jamaaladeen Tacuma and Cornell Rochester (RNdiscs 006 Radio Netherlands)
- 1995 Paul van Kemenade Quintet a.o. - The Dutch Jazz Connection 1996 (NIJ 2 CD)
- 1994 Paul van Kemenade Quintet - Mo's Mood (HLMR-0005)
- 1994 Jamaaladeen Tacuma and Cornell Rochester meet the Podium Trio - Live in Köln (Timeless CJP 421)
- 1992 Wierbos / van Kemenade / Kuiper (Podium Trio) - Take One (CD Diskus DC)
- 1990 Paul van Kemenade Sextet - Missacity (Zon en Maan CD 900 908)
- 1986 Wierbos / van Kemenade / Kuiper (Podium Trio) - Live in Montreal (Traction Avant 400)
- 1985 Paul van Kemenade 5 - Hot Coco (Traction Avant 300)
- 1984 Paul van Kemenade - Call (Traction Avant 200)
- 1981 Duo van Rossum / Van Kemenade (BV Haast 038)

## Documentaire
- Piet Noordijk met een witte shawl op een hoes, ik ging uit m'n dak in de serie NJA Jazzportretten (Jan Kelder)